# Donja Rovna
Donja Rovna je naseljeno mjesto u općini Busovača, Federacija Bosne i Hercegovine, BiH.

## Stanovništvo

### 1991.
Nacionalni sastav stanovništva 1991. godine, bio je sljedeći:
ukupno: 320
- Hrvati - 281
- Muslimani - 31
- Srbi - 4
- Jugoslaveni - 1
- ostali, neopredijeljeni i nepoznato - 3

### 2013.
Nacionalni sastav stanovništva 2013. godine, bio je sljedeći:
ukupno: 239
- Hrvati - 200
- Bošnjaci - 35
- Srbi - 4